# Ɨ̈́
Cette page contient des caractères spéciaux ou non latins. S’ils s’affichent mal (▯, ?, etc.), consultez la page d’aide Unicode.
Ɨ̈́ (minuscule : ɨ̈́), appelé I barré tréma accent aigu, est un graphème utilisé dans l’écriture du chinantèque d’Ojitlán au Mexique. Il s’agit de la lettre Ɨ diacritée d’un tréma et d’un accent aigu.

## Utilisation
Dans plusieurs langues chinantèques, dont le chinantèque d’Ojitlán, le i barré tréma est utilisé pour représenter une voyelle nasale prononcée avec un ton haut, le tréma représentant la nasalisation et l’accent aigu le ton haut.

## Représentations informatiques
Le I barré tréma accent aigu peut être représenté avec les caractères Unicode suivants :
- décomposé (latin étendu B, alphabet phonétique international, diacritiques) :

| formes    | représentations | chaînes de caractères | points de code       | descriptions                                                              |
| --------- | --------------- | --------------------- | -------------------- | ------------------------------------------------------------------------- |
| capitale  | Ɨ̈́               | Ɨ◌̈◌́                   | U+0197 U+0308 U+0301 | lettre majuscule latine i barré diacritique tréma diacritique accent aigu |
| minuscule | ɨ̈́               | ɨ◌̈◌́                   | U+0268 U+0308 U+0301 | lettre minuscule latine i barré diacritique tréma diacritique accent aigu |

## Sources
- (es + chj) INEA, Escribo mi lengua. Chinanteco de Ojitlán, ꞌE sɨɨ̱ jújmi kii̱. Jújmi kíꞌ tsa kö ꞌwɨ̱̈ɨ̈, Mexico, Instituto Nacional para la Educación de los Adultos, INEA, coll. « MIBES » (no 7), 2011 (lire en ligne)